# Фелікс Беймо
Фелікс Беймо (швед. Felix Beijmo, нар. 31 січня 1998, Стокгольм) — шведський футболіст, захисник данського клубу «Орхус».

## Клубна кар'єра
Народився 31 січня 1998 року в місті Стокгольм. Розпочав займатись футболом у невеличкому столичному клубі Ängby IF, а згодом потрапив в академію клубу «Броммапойкарна». 3 квітня 2015 року в матчі проти «Естерсунда» він дебютував у Супереттан, другому за рівнем дивізіоні країни. За підсумками того сезону клуб вилетів у третій за рівнем дивізіон. Там 8 жовтня в поєдинку проти «Акрополіса» Фелікс забив свій перший гол за «Броммапойкану», а команда зайнявши перше місце у своїй групі з першої спроби повернулась в Супереттан. Загалом за рідну команду «Броммапойкарна», Беймо провів два сезони, взявши участь у 34 матчах чемпіонату.
На початку 2017 року Беймо перейшов в «Юргорден». 3 квітня в матчі проти «Сіріуса» він дебютував у Аллсвенскан, вищому дивізіоні країни. 16 вересня в поєдинку проти «Еребру» Фелікс забив свій перший гол за «Юргорден». У 2018 році він допоміг команді завоювати Кубок Швеції.
12 червня 2018 року Беймо перейшов в німецький «Вердер». Сума трансферу склала 3 млн євро, що зробила Беймо найдорожчим захисником, який коли-небудь залишав шведський Аллсвенскан. Втім у новій команді Беймо лише зрідка грав за дублюючу команду і у серпні 2019 року був відданий назад до Швеції в оренду до кінця року у «Мальме».

## Виступи за збірні
2014 року дебютував у складі юнацької збірної Швеції (U-17). Загалом на юнацькому рівні взяв участь у 21 іграх.
З 2018 року залучався до складу молодіжної збірної Швеції. На молодіжному рівні зіграв у 13 офіційних матчах, забив 2 голи.

## Статистика виступів

### Статистика клубних виступів
| Сезон                      | Клуб                       | Чемпіонат                  | Чемпіонат | Чемпіонат | Національний кубок | Національний кубок | Національний кубок | Континентальні кубки | Континентальні кубки | Континентальні кубки | Суперкубки | Суперкубки | Суперкубки | Усього | Усього |
| Сезон                      | Клуб                       | Ліга                       | Ігор      | Голів     | Ліга               | Ігор               | Голів              | Ліга                 | Ігор                 | Голів                | Ліга       | Ігор       | Голів      | Ігор   | Голів  |
| -------------------------- | -------------------------- | -------------------------- | --------- | --------- | ------------------ | ------------------ | ------------------ | -------------------- | -------------------- | -------------------- | ---------- | ---------- | ---------- | ------ | ------ |
| 2015                       | «Броммапойкарна»           | С (ІІ)                     | 10        | 0         | КШ                 | 1                  | 0                  | -                    | -                    | -                    | -          | -          | -          | 11     | 0      |
| 2016                       | «Броммапойкарна»           | Д1 (ІІІ)                   | 24        | 1         | КШ                 | 4                  | 2                  | -                    | -                    | -                    | -          | -          | -          | 28     | 3      |
| 2017                       | «Броммапойкарна»           | С (ІІ)                     | 0         | 0         | КШ                 | 5                  | 0                  | -                    | -                    | -                    | -          | -          | -          | 5      | 0      |
| Усього за «Броммапойкарну» | Усього за «Броммапойкарну» | Усього за «Броммапойкарну» | 34        | 1         |                    | 10                 | 2                  |                      | -                    | -                    |            | -          | -          | 44     | 3      |
| 2017                       | «Юргорден»                 | A                          | 26        | 2         | КШ                 | 0                  | 0                  | -                    | -                    | -                    | -          | -          | -          | 26     | 2      |
| 2018                       | «Юргорден»                 | A                          | 11        | 1         | КШ                 | 4                  | 0                  | -                    | -                    | -                    | -          | -          | -          | 15     | 1      |
| Усього за «Юргорден»       | Усього за «Юргорден»       | Усього за «Юргорден»       | 37        | 3         |                    | 4                  | 0                  |                      | -                    | -                    |            | -          | -          | 41     | 3      |
| Усього за кар'єру          | Усього за кар'єру          | Усього за кар'єру          | 71        | 4         |                    | 14                 | 2                  |                      | -                    | -                    |            | -          | -          | 85     | 6      |

## Титули і досягнення
- Володар Кубка Швеції (2):

«Юргорден»: 2017-18
«Мальме»: 2021-22
- Чемпіон Швеції (2):

«Мальме»: 2020, 2021